# Giuseppe de Sacco
Giuseppe de Sacco (pol. Józef Sacco; ur. 1735 w Weronie, zm. 22 grudnia 1798 w Grodnie) – włoski architekt działający na terenie Wielkiego Księstwa Litewskiego, przedstawiciel baroku i klasycyzmu.

## Życiorys
Urodzony w Weronie lub Wenecji około 1739 r. Do Polski przyjechał przed rokiem 1767. W latach 1767–1768 przebywał w Warszawie. Prowadził prace głównie w Warszawie, Grodnie i Wilnie. W 1794 r. uzyskał tytuł architekta Jego Królewskiej Mości.

## Projekty
- Pałac biskupi w Ciążeniu
- Pałac Stanisławówka w Grodnie
- Pałac wiceadministratora w Grodnie
- Nowy Zamek w Grodnie
- Odbudowa katedry w Wilnie
- Pałac w miejscowości Szczorsy dla Joachima Litawora Chreptowicza (nie istnieje)
- Pałac Antoniego Tyzenhauza w Wilnie
- Pałac Antoniego Tyzenhauza w Postawach
- Pałac Antoniego Tyzenhauza w Grodnie
- Zabudowa rynku w Postawach
- Pałac w miejscowości Świack dla Józefa i Antoniego Wołłowicza

## Galeria

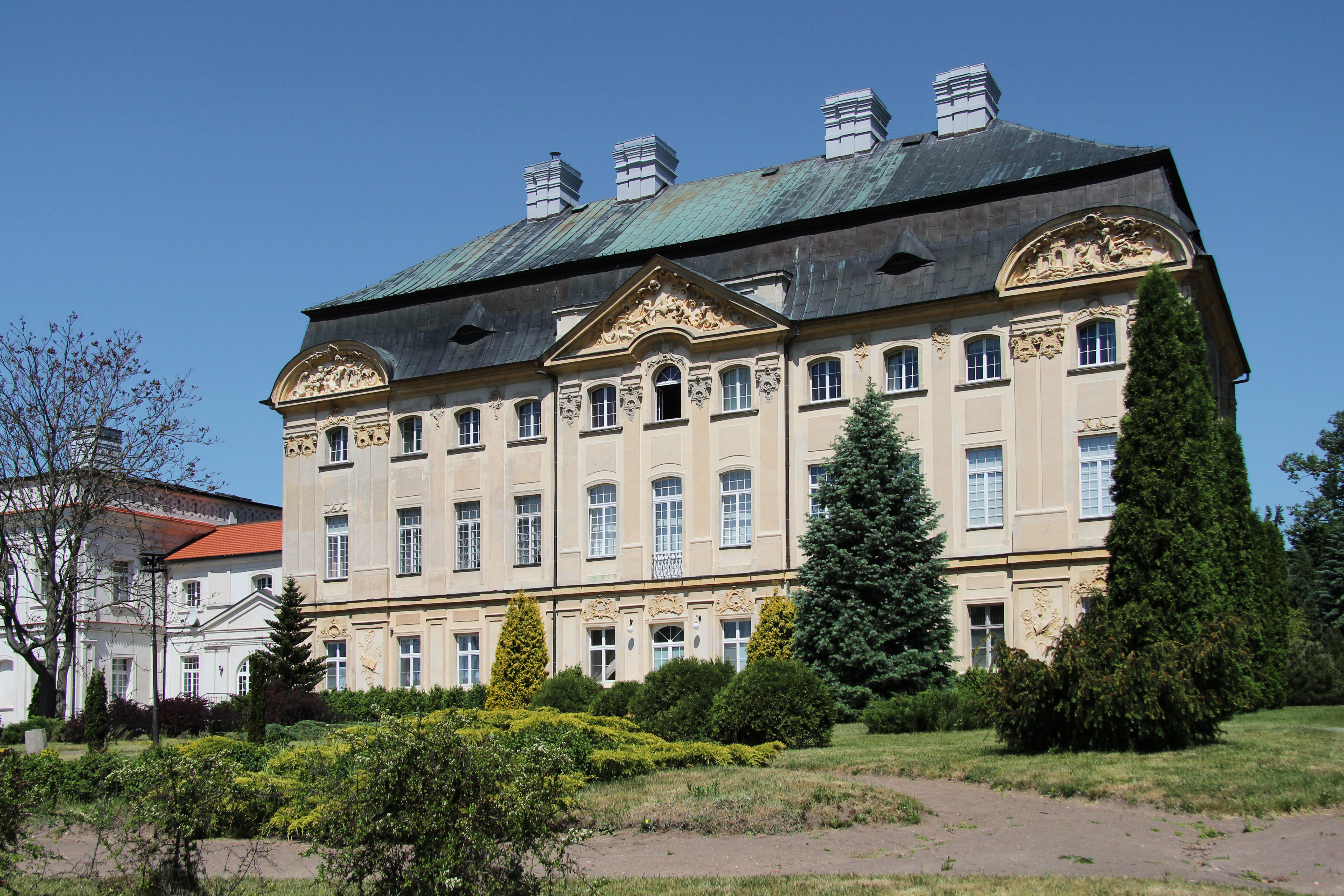
Pałac w Ciążeniu
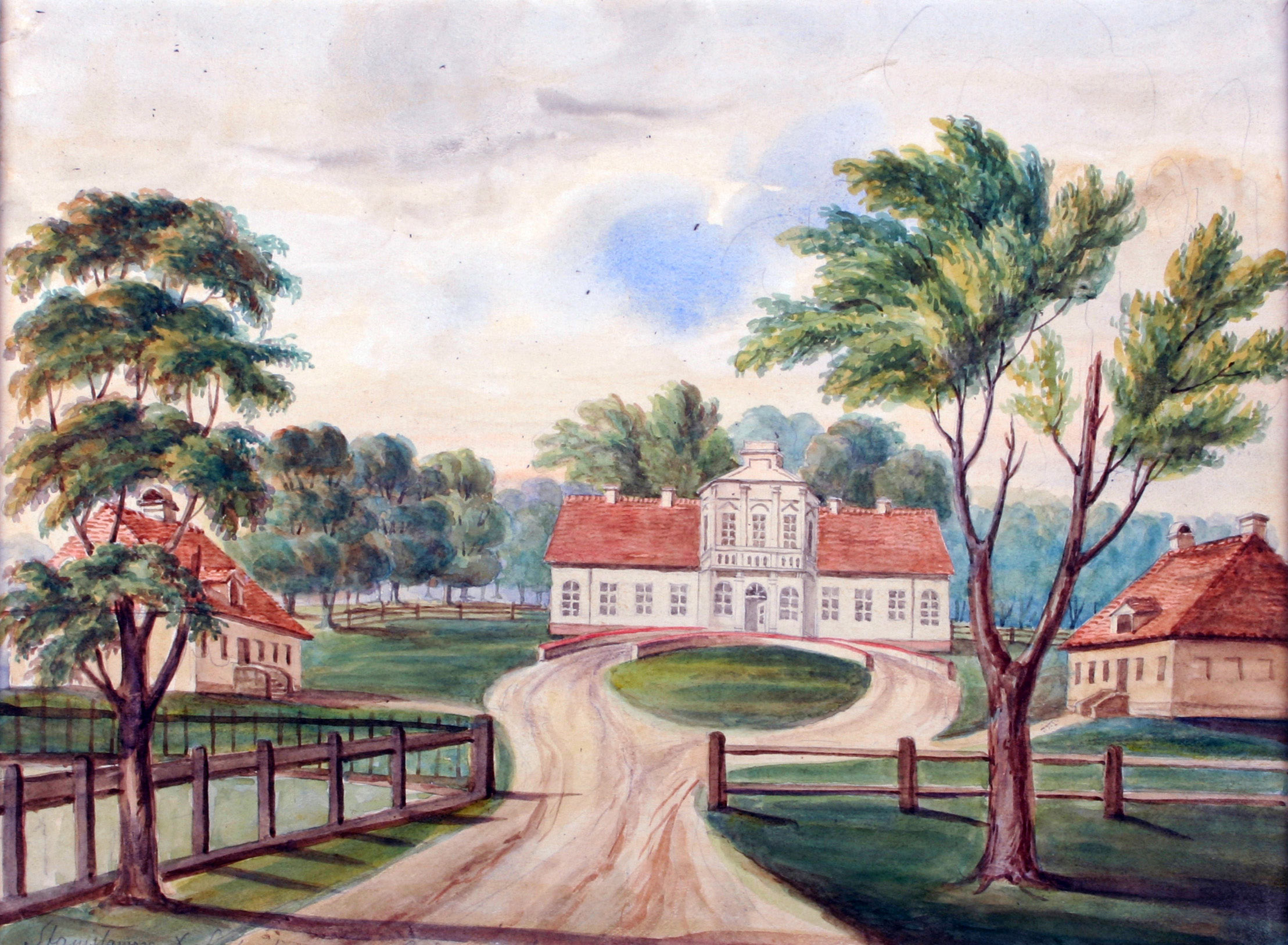
Pałac Stanisławówka w Grodnie
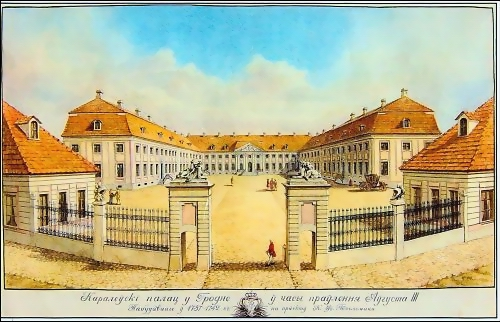
Nowy Zamek w Grodnie
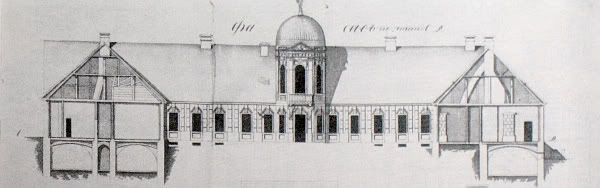
Pałac Tyzenhauza w Grodnie
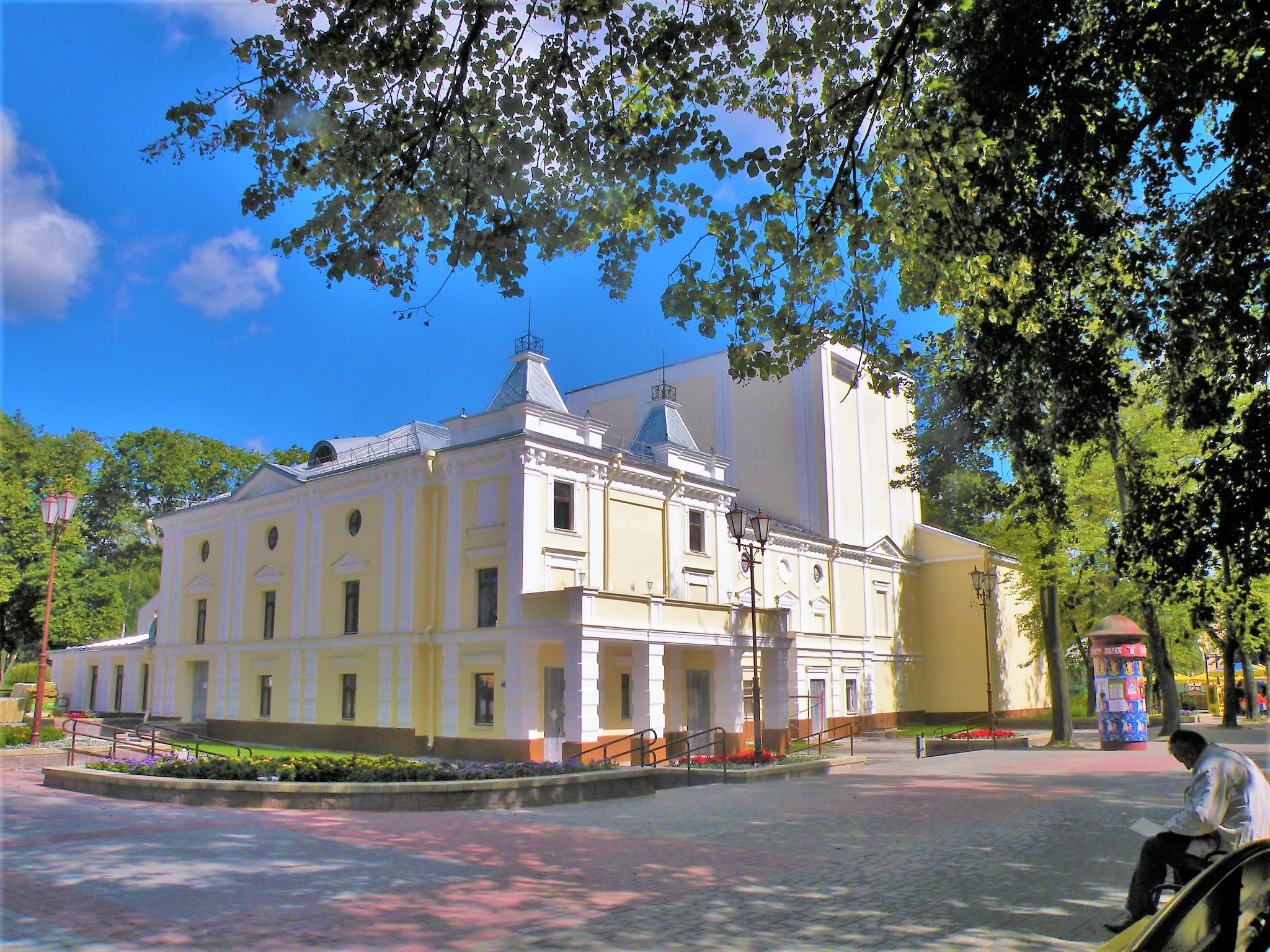
Teatr w Grodnie
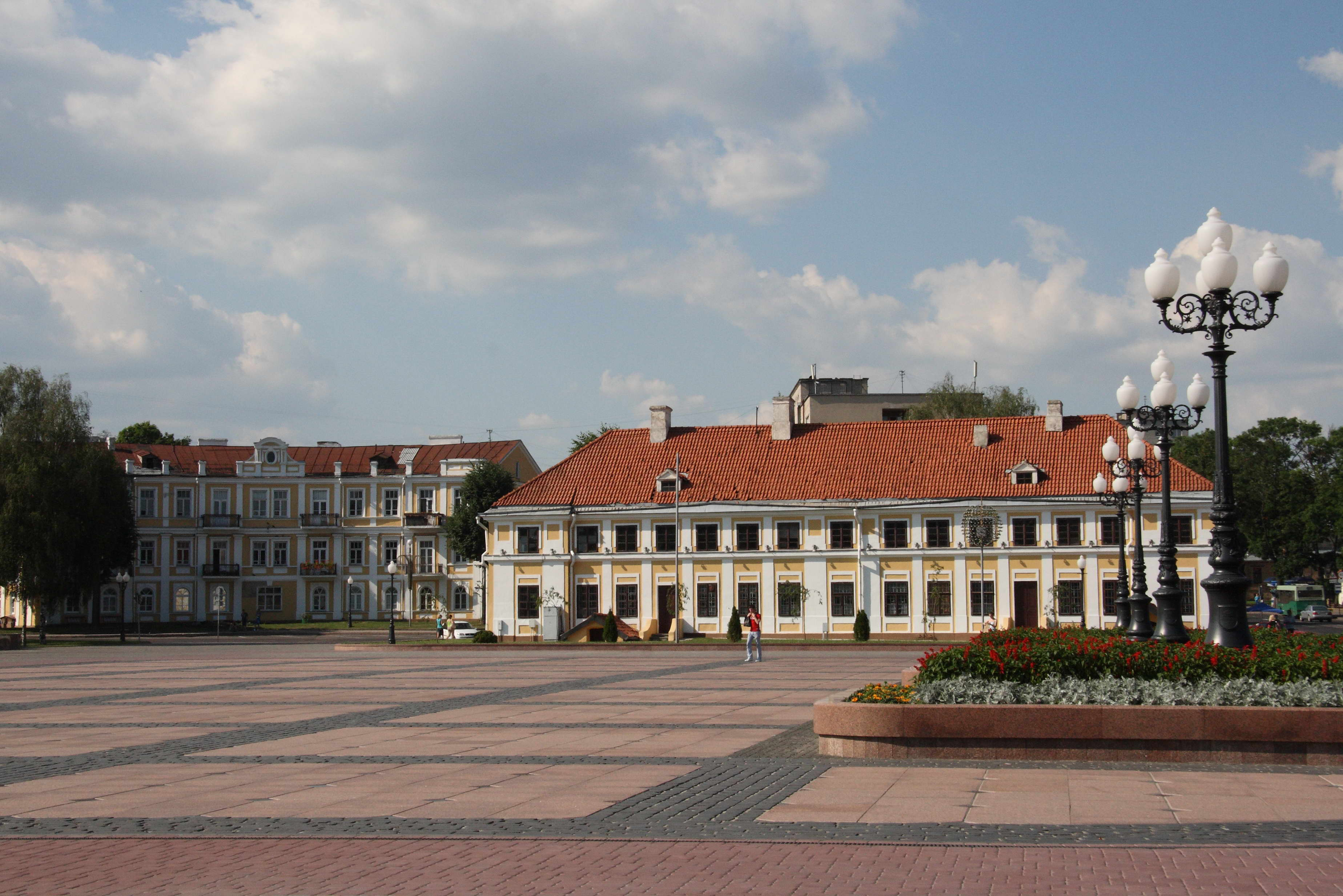
Zespół placu Tyzenhauza w Grodnie
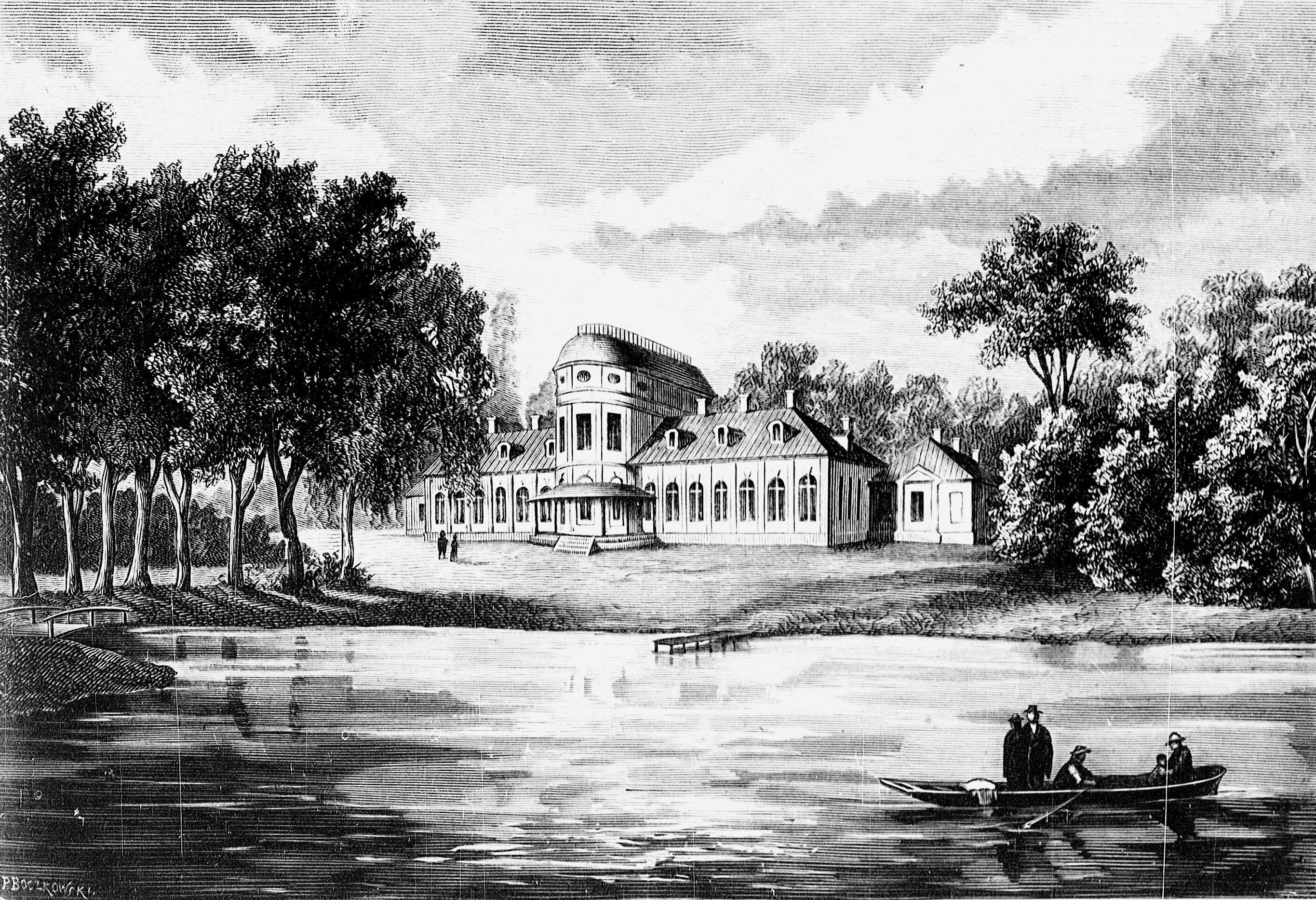
Pałac w Szczorsach
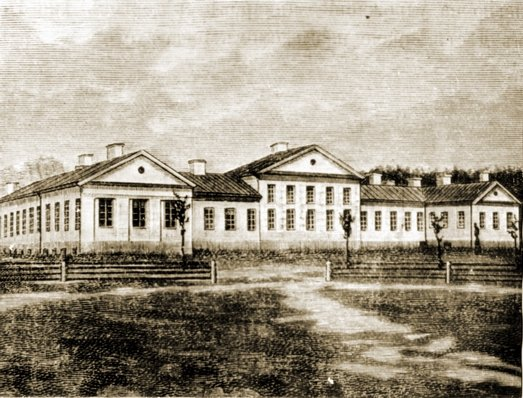
Pałac w Postawach
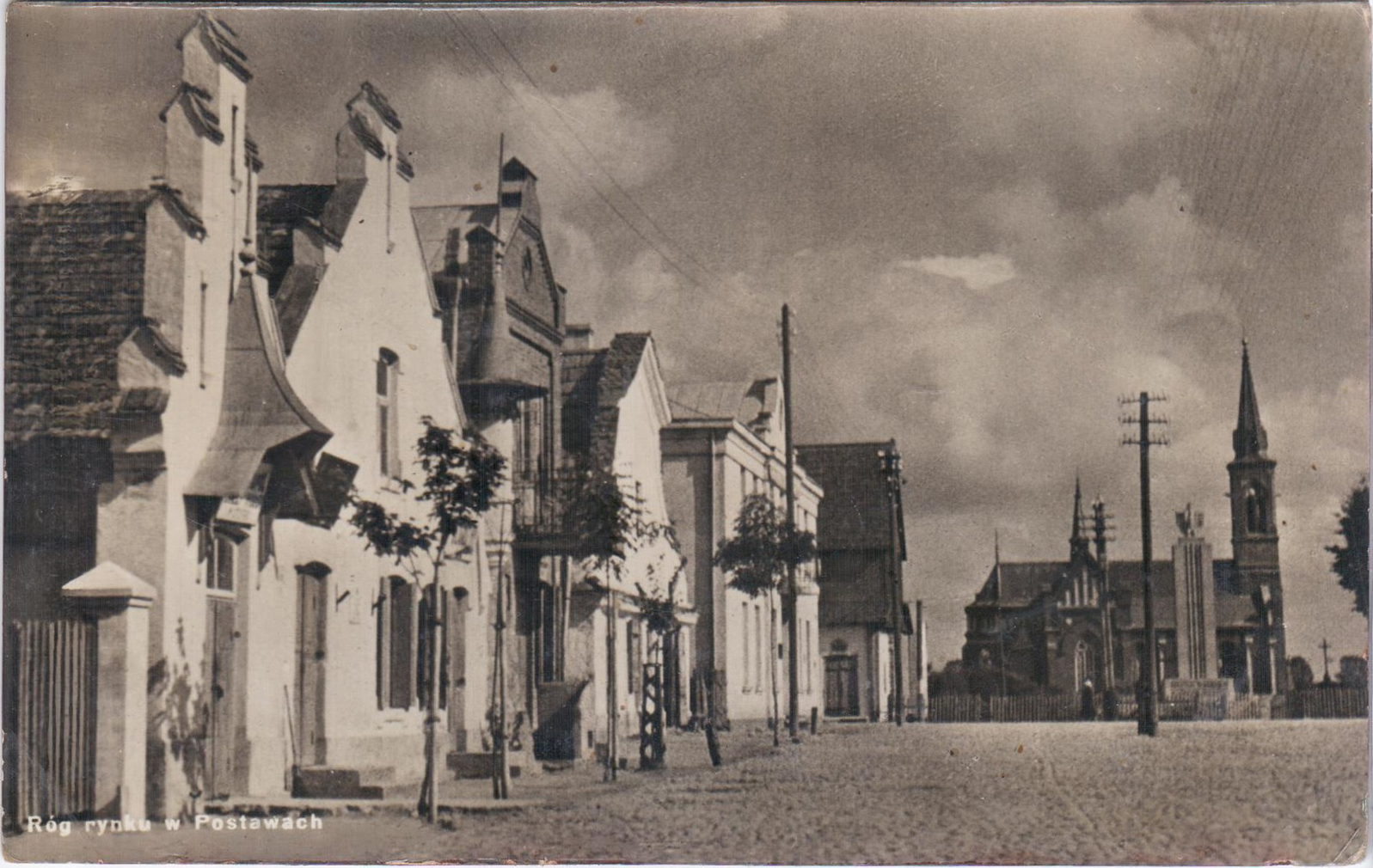
Kamienice przy rynku w Postawach
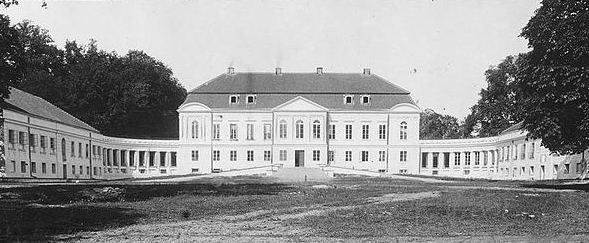
Pałac w Świacku